# Lambert Xhrouet

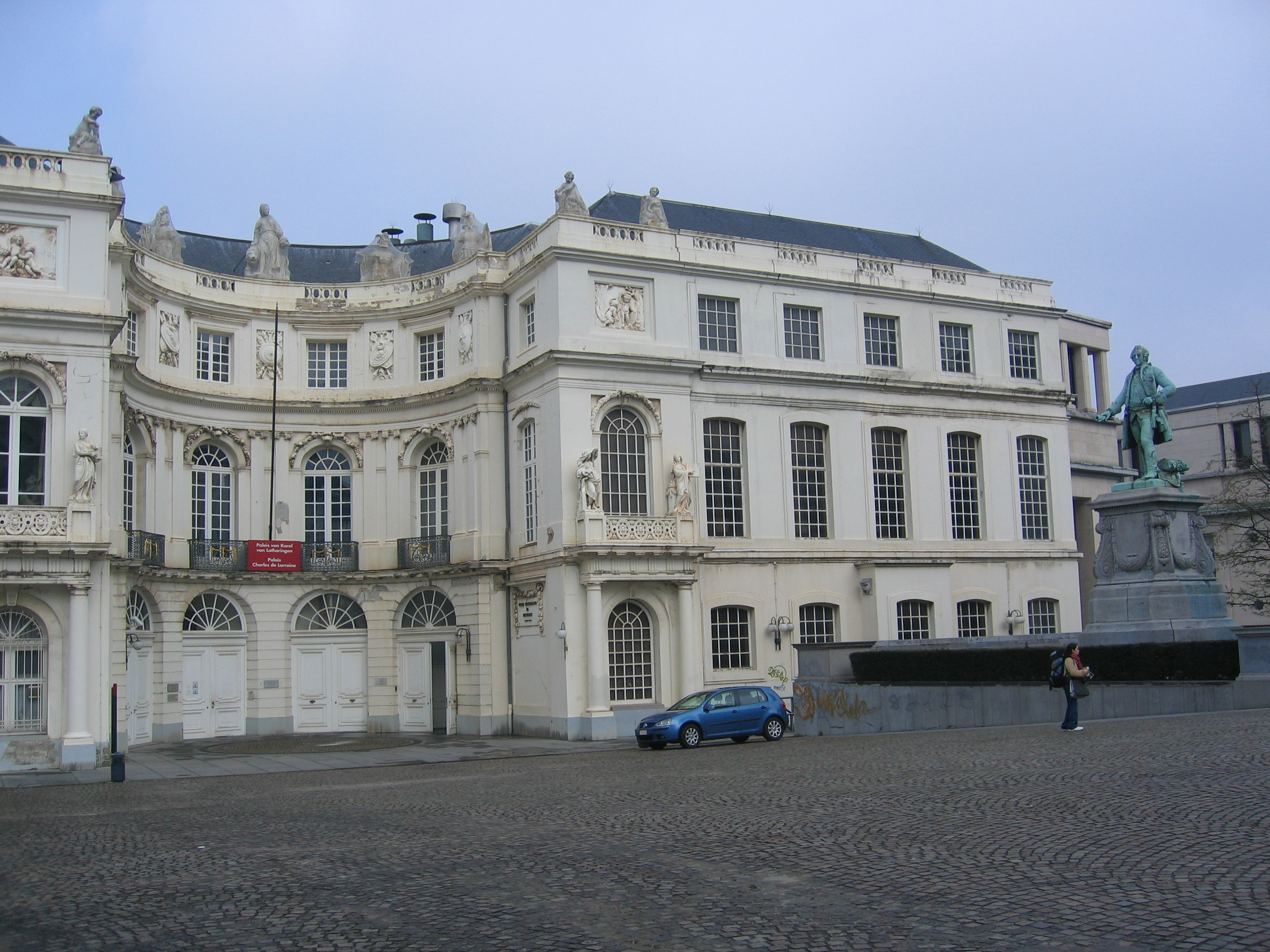
Palais et statue de Charles-Alexandre de Lorraine à Bruxelles (2007).

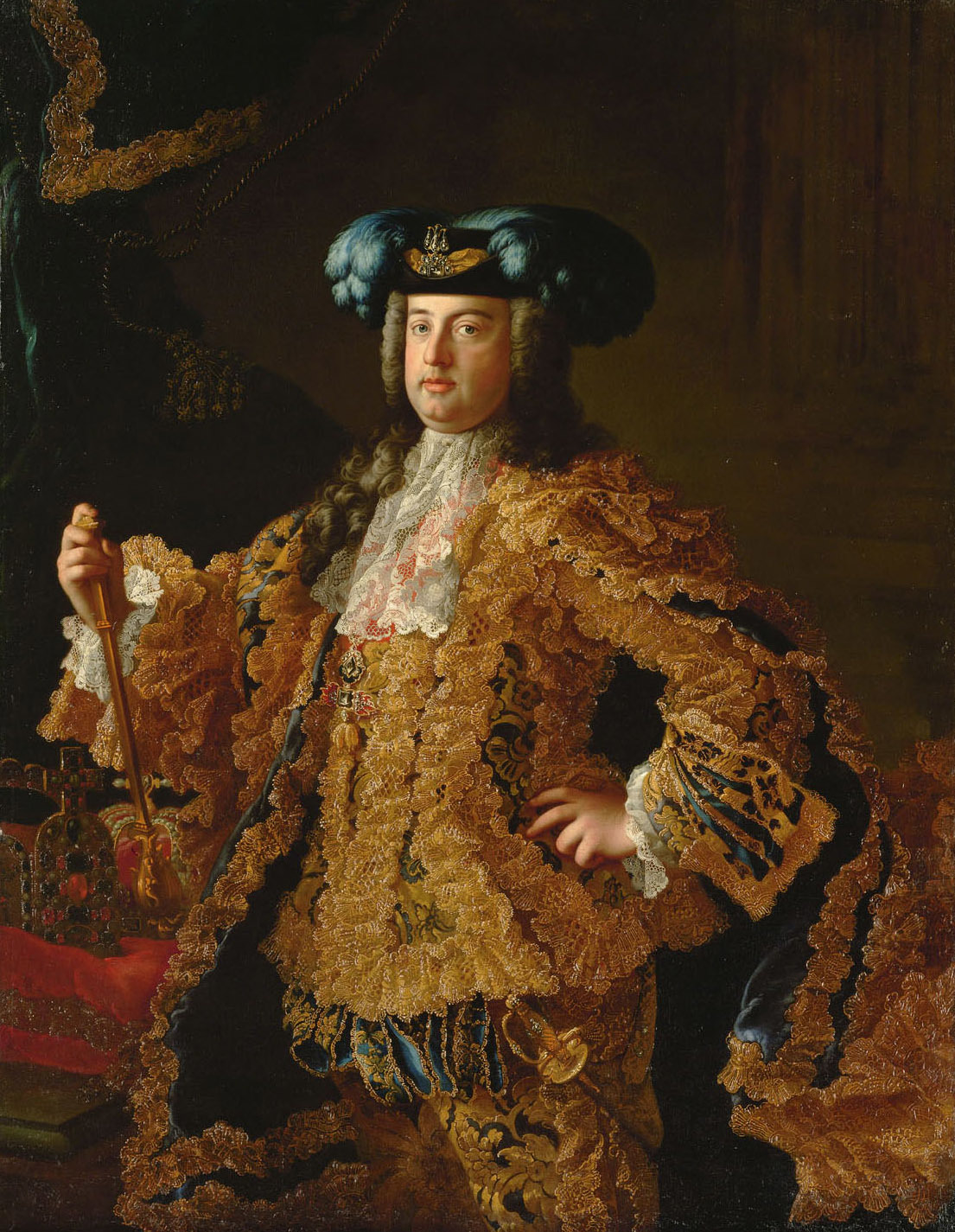
L'empereur François Ier, élève de Xhrouet.

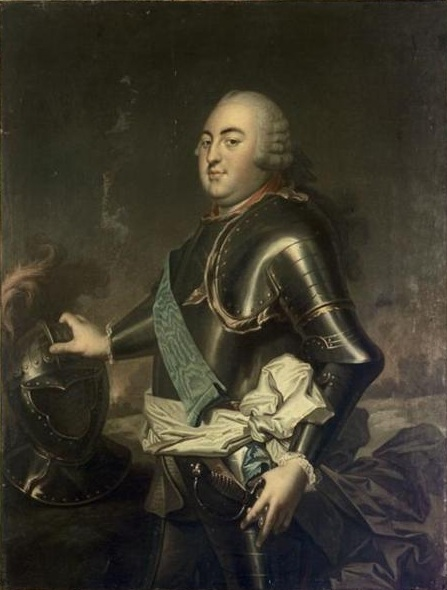
Louis-Philippe Ier, duc d'Orléans.

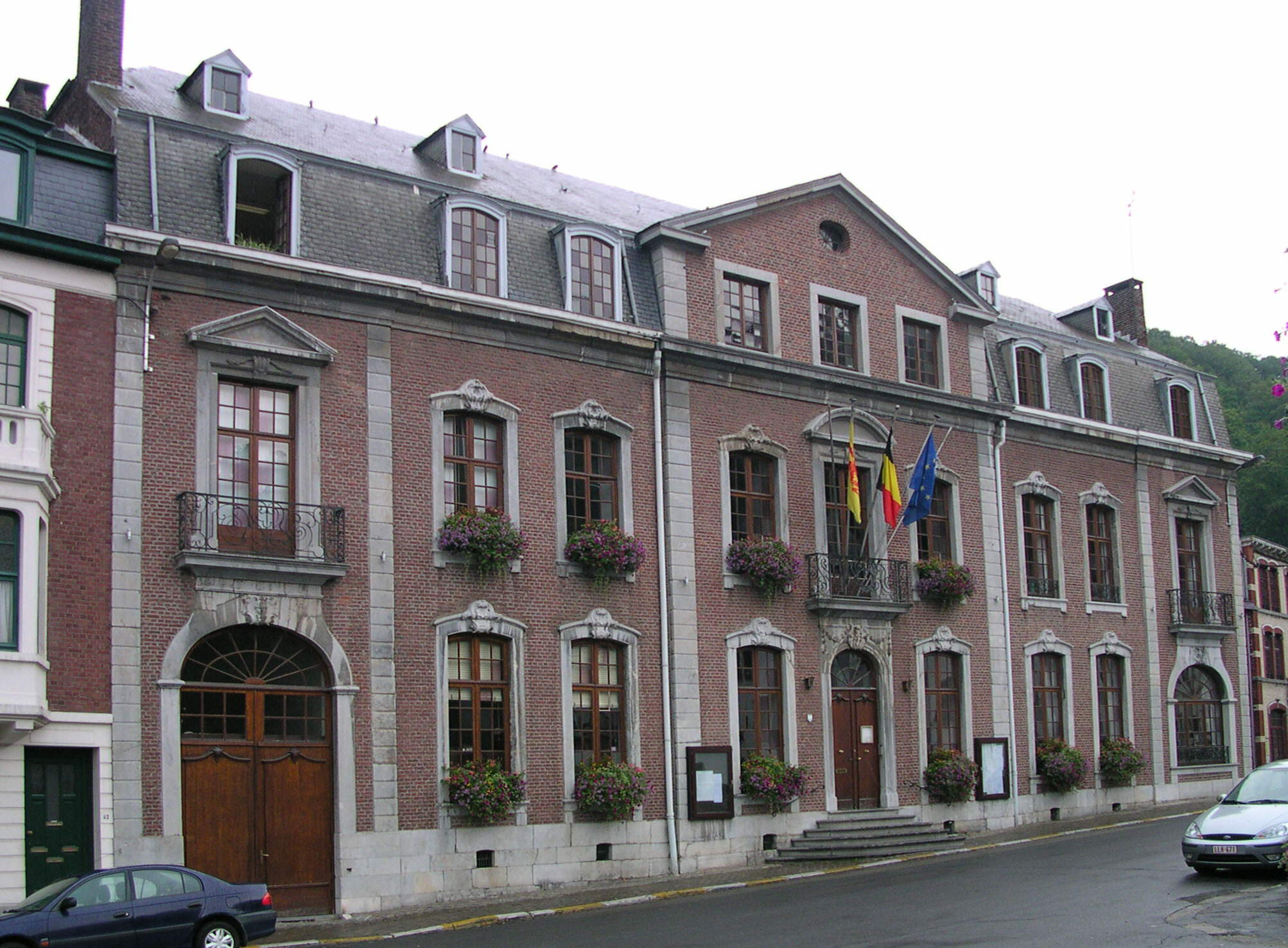
Le Grand Hôtel de Spa, fin XVIIIe siècle.

Lambert Xhrouet (1707-1781) naît le 3 décembre 1707 à Spa de l'union de Jean Lambert Gérard Xhrouet et Anne Servais Fontaine. Il sera tourneur d'ornement à la suite de son collatéral Antoine Xhrouet.
En 1740, Lambert Xhrouet, âgé de 33 ans atteint la maturité de son art. Il va si loin dans la maîtrise du tour qu’il invente lui-même ses propres tours que l’on dit aussi fins que des pièces d’horlogerie. Il en recevra différentes commandes d’aristocrates notamment d’Angleterre où il se rendra pour les fournir montés et prêts à la satiété de raffinement de ses nobles bobelins.
En octobre 1746, on voit Lambert Xhrouet servir la communauté de Spa. On le mandate pour adresser une « supplique de sauvegarde » au prince Charles-Alexandre de Lorraine, généralissime des troupes alliées. Spa, cas unique en Europe, petite ville cosmopolite, s’attachait en effet à jouir d’une neutralité constante permettant aux voyageurs de vingt nations diverses de s’y rassembler et de fréquenter ses fontaines chaque été en toute sécurité. Pour ce faire, les suppliques de sauvegarde étaient notamment accompagnées de dons d’œuvres d’art, les fameuses jolités de Spa, produites par les artisans de la ville. Le 28 juillet 1747, on retrouve Lambert Xhrouet de la sorte auprès du duc de Cumberland. Les actes de sauvegardes étaient souvent rédigés dans la langue de l’interlocuteur, en allemand, en néerlandais, espagnol ou anglais puis traduits en copies authentiques.
Vers 40 ans, par son art du tour, Lambert Xhrouet acquiert une notabilité hors du commun. Il est appelé par toutes les cours d’Europe. Il passe six mois de 1748 à Vienne à la cour de l’empereur François Ier où il lui donne des leçons de tour. Il est appelé plusieurs fois par le prince Charles-Alexandre de Lorraine, frère de l'empereur et gouverneur des Pays-Bas à Bruxelles et les margraves de Bayreuth après l’avoir vu travailler à Spa. Il est nommé tourneur de Louis Philippe d'Orléans, duc d’Orléans, à Paris et fait écuyer de la reine de France Marie Leszczyńska, à Versailles. 
La vicomtesse Ferdinand d’Avout, descendante de la famille Xhrouet, possédait encore en France en 1949 un tableau représentant Lambert Xhrouet en habit de cour.
On retrouve Lambert Xhrouet à Spa en 1760 où la ville lui fait l’honneur du poste de bourgmestre et conseiller. À 53 ans, il ne s’y arrêtera pas. Soucieux du développement constant de la ville, il fait décréter par le Magistrat, en 1761, avec le cobourgmestre Gérard de Leau, la construction d’une maison d’Assemblée avec salles de théâtre, de bal et de jeu. En 1762 les travaux commencèrent mais durent être interrompus faute de moyens financiers suffisants de la communauté. Lambert Xhrouet et Gérard de Leau s’associent alors à Jean-Philippe de Limbourg et Jean-N. Nizet et reprennent l’entreprise à leur compte comme copropriétaires. Ils ne savent pas que leur initiative sera, trente deux ans plus tard, à l’origine de la révolution liégeoise en 1793.
Lambert Xhrouet est d’abord passé du statut de jeune apprenti tourneur (vers 1722) à celui de maître de l’art du tour (1732), il passe ensuite par celui de commissaire de la communauté (1746-1747) de Spa pour l’obtention des sauvegardes nécessaires à la neutralité du bourg, il acquiert celui d’« ambassadeur » de Spa auprès des cours européennes (1748-1759), il arrive à celui de conseiller et de bourgmestre de Spa (1760-1771 ?) et il achèvera la dernière décennie sa vie (+1781) avec celui d’investisseur de sa ville en érigeant la maison d'assemblée, la Redoute, premier casino moderne du continent européen, et quelques grands hôtels. Tout au long de ce parcours étonnant, il n’abandonnera cependant jamais celui et premier de tourneur d’ornement.
Jean Joseph Rouma fut bourgmestre de Spa en 1833. La baronne d’Oldeneel de Heerenbrinck, née Gabrielle Rouma, possédait un portrait armorié de Lambert Xhrouet en habit de cour. Lors de la guerre 1914-1918, ce tableau fut, pour le soustraire au pillage, emmuré dans le château Rouma, aujourd’hui démoli. Mais lorsqu’en 1918 on démura la cachette, le tableau avait été complètement abîmé par l’humidité. Le fils de Jean Joseph Rouma et d’Anne Catherine Xhrouet, Jean Edmond Rouma, épousera en secondes noces, Pauline Joséphine Thérèse Hayemal dont une des sœurs eut pour marraine la reine des Belges, Marie-Henriette de Habsbourg-Lorraine.

## Œuvre de tourneur d'ornement
Dans la recherche de la perfection de ses ouvrages, Lambert Xhrouet créa ses propres tours pour atteindre la production d’objet d’exception. Il réalisait aussi des objets d’une incroyable petitesse. À la suite de l’un de ses exploits, ses concitoyens lui donnèrent le sobriquet de « Lu peu » (Le pois).
Le « Maître d'art 2005 », tourneur sur ivoire à Paris, Pierre Meyer, nous explique sa démarche similaire : « Il n’y a ni geste, ni outil de prédilection dans mon métier mais il y a une particularité : on forge notre outil en fonction de ce que l’on a à faire. On fabrique notre outillage […] J’ai consulté un livre de 1747, "Le plumier", écrit par un moine, le père plumier, qui traite des tournages spécifiques. Cela m'a passionné. Il y est expliqué grosso modo (car, à l'époque, tout était encore secret) comment fonctionnaient les tours à ivoire avec des descriptions et des planches de dessins. C'est à partir de ces planches que j'ai entièrement recréé un tour de cette époque, capable de réparer des pièces réalisées au XVIIIe en les tournant à l'identique ».
Dans l’ouvrage d’Albin Body, Les Actes notariaux passés à Spa par les étrangers nous relevons deux actes que nous recopions textuellement :
« L’an 1740, le 18 août, Honorable Monsieur Jean de Mordaunt, gentilhomme Anglois, est convenu avec le Sr Lambert Xhrouet de faire un tour à tourner, que le dit Xhrouet s’oblige de rendre complet en Angleterre, à dix-sept roues à différents dessins des deux côtés qui font ensemble 34 roues : 1° que le transport sera aux frais du dit seigneur, 2° que Xhrouet s’oblige de se rendre à Londres  ou ailleurs aux ordres du dit seigneur au prix de cinq guinées par mois, en étant logé et défrayé à la table des officiers  de la maison, 3° que les frais de son voyage et son retour à Spa seront payés, 4° qu’il recevra cent et trente guinées pour prix d’icelluy tour. Témoins : Henry Eyre, marchand d’eaux minérales, et John Fawcett ».
« L’an 1751, le 21 septembre, le sr Lambert Xhrouet, commissaire  de Spa et tourneur très renommé, convient de livrer à Henry Bonneval, milord vicomte de Kingsland, le 15 mai suivant, un tour à tourner qui doit remplir certaines conditions et ce pour le prix de mille neuf cents francs ; témoins : Messire Etienne, comte d’Agde, chambellan de S.M. le roi de Pologne, électeur de Saxe, et Mr. Le baron A. George Philippe de Veltheim, Grand Veneur de Monseigneur le duc de Brunswick-Lunebourg ».
Dans les Nouveaux Amusements de Spa publiés en 1763, on peut lire :
« Le Tour excelle à Spa au-dessus les autres professions. On y fait quantité de beaux ouvrages en yvoire, en écaille, en nacre de perles, percés à jour, des étuis, des tabatières, des portraits, des pyramides, etc. Il y a plusieurs tourneurs de profession ; mais il n’y en a qu’un, qui puisse fixer l’attention des curieux. C’est le Sr. Xhrouet, à l’Hotel de Lorraine ; il excelle dans cet art et il l’exerce avec une dextérité, qui charme les connoisseurs.  Il ne vient presque personne à Spa, qui ne soit curieux de voir de ses ouvrages et qui ne veuille en emporter quelque pièce. Le Comte l’avoit visité souvent et y avait conduit les Dames (auxquelles cet habile tourneur avait montré quantité de petits ouvrages, qui étoient autant de petits chefs-d’œuvre, dont on ne pouvoit presque discerner toutes les parties qu’à l’aide d’un microscope. Il leur avait fait voir entr’autres une petite table avec six tasses, leurs souscoupes, la théière et le succrier, qui se renfermoient dans un petit œuf d’yvoir, qui n’étoit pas plus gros qu’un pois. Madame la Marquise de … l’avoit trouvé très curieux ; elle en avait paru enchanté et le Comte lui en avoit fait la galenterie.
Il leur avoit fait voir encore une pyramide d’une délicatesse admirable ; elle étoit surmonté d’un globe, qui n’a qu’une ouverture assez petite, dans lequel il avoit tourné une boite à portraits de trois pièces, dont le diamètre occupe toute la capacité intérieure, et la boite étoit tournée en petits goderons  et d’autres figures, qui rendent cette pièce plus difficile et plus curieuse, que celles, qui avoient paru dans le même genre. Ainsi, cet habile artiste s’est acquis une réputation distinguée, qui lui a mérité l’honneur d’être appelé avec ses tours, en diverses cours […] Ces distinctions sont des bons garans de sa supériorité dans cet art et du goût des étrangers, qui lui rendent visite à Spa »,,.